# Lîsînîci, Pustomîtî
Lîsînîci (în ucraineană Лисиничі) este localitatea de reședință a comunei Lîsînîci din raionul Pustomîtî, regiunea Liov, Ucraina.

## Demografie
Componența lingvistică a localității Lîsînîci
     Ucraineană (99,7%)
     Alte limbi (0,25%)
Conform recensământului din 2001, majoritatea populației localității Lîsînîci era vorbitoare de ucraineană (99,7%), existând în minoritate și vorbitori de alte limbi.